# Lettre à mon frère Guy Gilles, cinéaste trop tôt disparu
Pour plus de détails, voir Fiche technique et Distribution.
Lettre à mon frère Guy Gilles, cinéaste trop tôt disparu est un film français réalisé par Luc Bernard, sorti en 1999.

## Synopsis
Hommage posthume rendu par l’acteur Luc Bernard à son frère aîné, le réalisateur Guy Gilles (1938-1996). Documentaire composé d’interviews de quelques amis de son frère et de certains acteurs de ses principaux films dont on voit des extraits.

## Fiche technique
- Titre : Lettre à mon frère Guy Gilles, cinéaste trop tôt disparu
- Réalisateur : Luc Bernard[1],[2]
- Scénario :
- Musique : Jean-Pierre Stora
- Montage : Jérôme Pescayre
- Pays d’origine :  France
- Langue : français
- Année de tournage : 1999
- Sociétés de distribution : CNC, Éditions Montparnasse
- Format : noir et blanc et couleur — 35 mm — son stéréophonique
- Genre : documentaire
- Durée : 75 minutes
- Date de sortie :  1999

## Distribution
Par ordre alphabétique
- Georges Beaume : lui-même
- Richard Berry : lui-même
- Jacques Bouzerand : lui-même
- Gisèle Braunberger : elle-même
- Jean-Claude Brialy : lui-même
- Denis Derrien : lui-même
- Andréa Ferréol : elle-même
- Claude de Givray : lui-même
- Juliette Gréco : elle-même
- Roger Hanin : lui-même
- Patrick Jouané : lui-même
- Macha Méril : elle-même
- Francis Nani : lui-même
- Claire Nebout : elle-même
- Chaid Nourai : lui-même
- Jacques Penot : lui-même
- Jérôme Pescayre : lui-même
- Micheline Presle : elle-même
- Marc Sator : lui-même
- Benjamin Simon : lui-même
- Pierre Sisser : lui-même
- Jean-Pierre Stora : lui-même
- Jean-Jacques Zilbermann : lui-même